# 與謝野久
與謝野 久（よさの ひさし、1946年9月19日 - ）は、日本の建築家。大阪府生まれ。公益社団法人JIA日本建築家協会2006 - 2010年理事・副会長、フェロー会員、一般社団法人日本建築協会理事・副会長1995年 - 2001年、日本建築学会終身正会員、2004年国土交通大臣表彰、2011年博士（工学）、2015年紺綬褒章受章。

## 概要
人間の創造的思考生成の流れとその全体像について、独特の「生の哲学----生きるは創る、創るは生きる（生即是創創即是生--循環する生の創るいとなみ）」にもとづく、こころのいとなみの哲学、最新の脳科学と生命科学、量子力学的視座等の多分野横断的・包括的な心脳一体的視座で思索執筆。
2011年以来、東日本大震災災禍供養他の趣旨で魔訶般若波羅蜜多心経の写経を京都東山・法然院に納め、2022年11月に3700巻を納経。最新の新自然学、認知神経科学、量子脳的知見、非線形科学、こころの哲学、唯識、生命誌、文化芸術的知見、創発的・工学的知見等、とりわけ量子の振る舞いと脳内神経組織との統合的な働きの視座から、人間の「創造性」の生成の流れと仕組みを追究する新たな知の体系に強い関心を向けている。

## 略歴
1969年（昭和44年）神戸大学工学部建築学科卒業。1971年（昭和46年）早稲田大学大学院理工学研究科修士課程修了、株式会社日建設計入社。設計部長、常務取締役大阪本社代表、NUI日建設計都市・建築研究所長、NSRI日建設計総合研究所役員等を歴任。日建設計公開連続講演「都市経営フォーラム」を2002年～2010年（毎月開催）主宰。2007年～2011年九州大学大学院芸術工学府・HME育成ユニット講義担当、2011年株式会社日建設計顧問退任。2012年自宅に思索アトリエを開設し研究思索と著述活動を展開。
代表作に、ひろしま美術館（建設業協会第二十回BCS賞・1979年）、西宮市大谷記念美術館(日本建築学会作品選集・1992年)、住友生命いずみホール、あいおいニッセイ同和損保フェニックスタワー＆ザ・フェニックスホール、クラブ関西、国際高等研究所（京阪奈）、OBPキャッスルタワー、関電ビルディング他多数。

## 著作物
- 「新建築住宅設計競技1970」 入選--低層超高密度集合住宅計画の提案　新建築1970年11月
- 「路と集団--住環境の構成に関する一考察」昭和46年早稲田大学大学院理工学研究科修士論文　1971年
- 「ひろしま美術館の設計」新建築社　1978年
- 「成熟したオフィス空間をめざして」日本建築協会機関誌”建築と社会”　投稿　1986年10月
- 「音楽の源泉を求めて--いずみホール誕生」1990年オープン記念誌　共著
- 「OBPキャッスルタワービル」日本建築学会作品選集1990年
- 「西宮市大谷記念美術館」日本建築学会作品選集 1992年
- 「ザ・フェニックスホール--室内楽と空間と都市のトライアングル」1995年オープン記念誌　共著
- 「ARCHITECT’ｓ　EYE　」日本建築協会機関誌　投稿　1995年　9月～12月
- 「建築と私と社会--21世紀を見据えて」日本建築協会座談会（座長横尾義貫京都大学名誉教授）講演誌1997年4月
- 「多様展開と専門深化の両極を共在」建設通信新聞インタビュー　2000年7月3日
- 「都市経営フォーラム--日建設計」講演誌を毎月発行　2002年～2010年
- 「国際高等研究所（京阪奈）」日本建築学会作品選集　2004年
- 「（仮称）設計者選定法の取り組み」JIA日本建築家協会アニュアルレポート　投稿　2005年
- 「時は、いま----品確法の施行を機に」建設通信新聞　投稿　2005年6月
- 「私の景観論---糸玉づくり」建設通信新聞投稿　2005年10月
- 「まちへ」--建築家の本　都市・景観を考える”　共著　2006年
- 「”建築士法改正”へ向けての取り組みの軌跡」JIA日本建築家協会機関誌　投稿　2006年
- 「活動シーズの変遷とその行方（”建築と社会”1000号記念誌）日本建築協会　2006年7月
- 「技術力に基づく適正な選定方式に向けての現状と課題」--建設コンサルタンツ協会との座談会　2007年
- 「関電ビルディング」日本建築学会作品選集　2007年
- 「ひろしま美術館オープン30周年記念講演--愛とやすらぎのために」JIA日本建築家協会中国支部広島地域会講演　2008年11月
- 「ホールと工学技術--九州大学大学院芸術工学府　”HME（Hall-Managing-Engineer）育成ユニット”の講義--「ホール技術」担当」2007年～2010年
- 「職能と資格（心）、地域の潮流（技）、若手とオープン（体）」　JIA日本建築家協会京都大会シンポジウム・セミナー報告　2009年
- 「新告示を含む--改正法体系への期待と今後の論点」公共建築　寄稿　2009年4月
- 「多主体の視座に立つ実践設計論の研究」平成23年神戸大学博士論文（工学）神戸大学図書館　アトリエYOSANO研究叢書Ⅰ
- 「創造思考のダイナミズムを組織する”多重螺旋統合”に関する実践研究」アトリエYOSANO研究叢書Ⅱ
- 「”設計”といういとなみの尊さについての実践研究」アトリエYOSANO研究叢書Ⅲ
- 「底つ貝さぐらばあらん触れがたし･･････」与謝野晶子倶楽部機関誌第14号　晶子挽歌選　寄稿　2017年3月
- 「あいさつ--人・自然・社会との「ともいき」の表明に見られる創発の構造に関する考察」アトリエYOSANO研究叢書Ⅳ
- 「ひらめきの発見---小さな生成誌”創推曼荼羅論”から」アトリエYOSANO研究叢書Ⅴ　2018年4月
- 「創るというこころのいとなみ---作品を通じて、その全体像（曼荼羅）を考える」--JIA日本建築家協会近畿支部兵庫地域会講演　2020年1月
- 「創るというこころのいとなみ--”意味の場”を考える」アトリエYOSANO研究叢書Ⅵ　2020年9月
- 「こころの声を」与謝野晶子倶楽部通信”潮の遠鳴り”　創刊号　寄稿　2021年3月
- 「生即是創　創即是生　自覚覚他　覚行円満」　法然院・霊標揮毫　2023年1月
- 「クラブの”元気”のルーツ考」　阪急仁川テニスクラブ　会報　NO.35　投稿　2023年3月

## 親族
- 曾祖父：與謝野礼厳 - 僧侶・歌人
- 祖父：與謝野鉄幹 - 歌人
- 祖父（母方）国府精一--住友総本社・理事
- 祖母：與謝野晶子 - 歌人
- 伯父：與謝野秀 - 外交官
- 義伯母：與謝野道子 - 評論家
- 従兄弟：與謝野馨 - 政治家
- 従兄弟：與謝野達 - 金融家
- 父：與謝野健 - 住友金属工業・副社長